# Руфаст
59°01′53″ пн. ш. 5°48′54″ сх. д. / 59.03138889° пн. ш. 5.815° сх. д.
Руфаст (норв. Ryfast) — мережа підводних тунелів у графстві Ругаланн, Норвегія. Тунельна мережа є частиною Норвезької національної дороги 13, її прокладено між містом Ставангер (муніципалітет Ставангер), під Гоге-фіордом, і районом Сольбак у муніципалітеті Странн.
Коли 26 жовтня 2017 року було прокладено останню дільницю, Руфаст став найдовшим підводним дорожнім тунелем у світі, його довжина — 14,3 км, що більше ніж Естурояртуннілін на Фарерських островах — 11,2 км, Tokyo Wan Aqua-Line в Японії — 9,6 км, і Шанхайський тунель на річці Янцзи — 9,0 км в Китаї. На 2020 рік це також найглибший у світі підводний тунель, який досягає максимальної глибини 292 м нижче рівня моря.
Проект було затверджено парламентом Норвегії 12 червня 2012 року, а будівництво розпочато навесні 2013 року. Вартість «Руфаста» оцінюється в 5,22 млрд крон. Тунельна мережа замінила поромний маршрут між Ставангером та Тау, а також пором з Оанеса в Лаувік через Гогс-фіорд.
Тунельна мережа має склад з двох підводних тунелів:
- Рюфюльський тунель — 14 400 м, прокладено від острова Гундвог на південь від села Тау в муніципалітеті Странн на іншу сторону фіорду. Цей тунель скоротив час у дорозі між районами Північного Єрену[en] та Рюфюльке в окрузі Рогаланн. Тунель офіційно відкрито для руху опівдні 30 грудня 2019 року.[8]
- Тунель Гундвог[en] — 5500 м, прокладено від міста Ставангер до острова Гундвог[en], з відгалуженням до меншого острова Буей[en]. Цей тунель зменшив затори на Ставангерському міському мосту[en]. Хоча першу секцію Гундвога технічно відкрито у грудні 2019 року, офіційне відкриття відбулось 22 квітня 2020 року через додаткові технічні випробування, які були уповільнені через вплив пандемії COVID-19 у Норвегії.[6][9]

Тунельну мережу Руфаст побудовано одночасно з тунелем Ейганес (3700 м), що є продовженням тунелю Гундвог, але прокладено під містом Ставангер, а не є підводним. Ейганес, як і Гундвог, відкрито 22 квітня 2020 р.